# (6410) Fujiwara
(6410) Fujiwara es un asteroide perteneciente al cinturón de asteroides, región del sistema solar que se encuentra entre las órbitas de Marte y Júpiter.
Fue descubierto el 29 de noviembre de 1992 por Satoru Otomo desde Kiyosato, Japón.

## Designación y nombre
Designado provisionalmente como 1992 WO4, fue nombrado  en memoria de Masahito Fujiwara (1960-1997), astrónomo aficionado japonés que contribuyó a la popularización de la astronomía.

## Características orbitales
Fujiwara está situado a una distancia media del Sol de 2,772 ua, pudiendo alejarse hasta 3,395 ua y acercarse hasta 2,150 ua. Su excentricidad es 0,224 y la inclinación orbital 8,682 grados. Emplea 1685,94 días en completar una órbita alrededor del Sol.
Pertenece a la familia de asteroides de (668) Dora.

## Características físicas
La magnitud absoluta de Fujiwara es 12,83. Tiene 14,822 km de diámetro y su albedo se estima en 0,082.